# Kačenka česká
Kačenka česká (Verpa bohemica (Krombh.) J. Schröt. 1893, syn.: Ptychoverpa bohemica (Krombh.) Boud. 1907) je jedlá a vyhledávaná vřeckovýtrusná houba z čeledi smržovitých (Morchellaceae) rostoucí od dubna do května v listnatých hájích.

## Popis

### Makroskopický

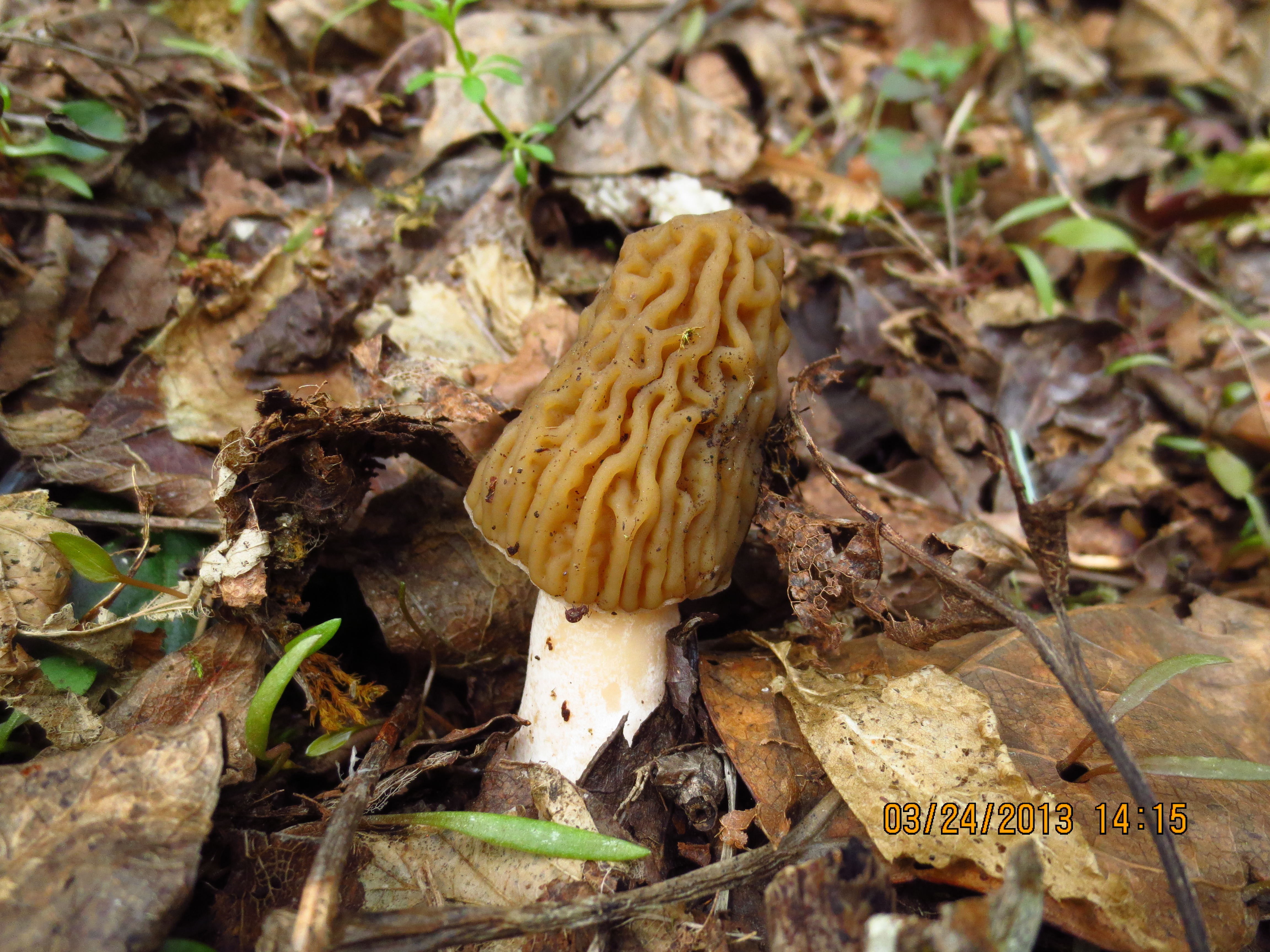
Mladší plodnice kačenky české.

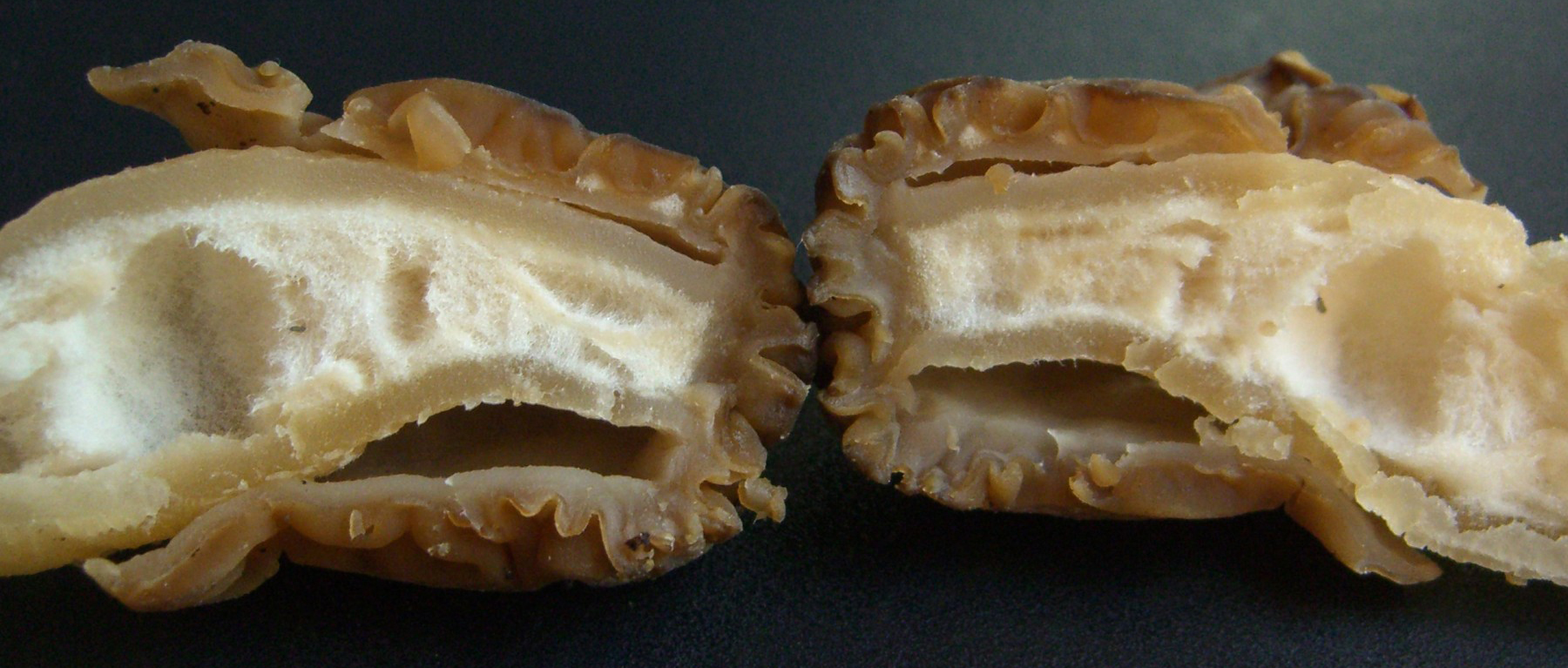
Řez plodnicí kačenky české

Plodnice je apothecium, členěné na třeň a klobouk a vysoké v dospělosti asi 5 až 20 cm.
Klobouk je drobnější, asi 1–5 cm velký, má nepravidelný kuželovitý nebo zvonovitý tvar. Klobouk je dutý, směrem dolů otevřený a dosti tenkomasý. Vnější povrch klobouku je výrazně zvrásněný víceméně svislými, zkroucenými, několik milimetrů vysokými žebry, místy se větvícími a vidlenými, která jsou příčně pospojována poněkud nižšími nepravidelnými přepážkami. Barva vnější strany klobouku je žlutookrová až žlutohnědá, v mládí světlejší, později do hněda tmavnoucí. Vnitřní strana klobouku je hladká, bělavá až našedlá. Thecium pokrývá vnější stranu klobouku. Až v samém vrcholu klobouku je tento připojen ke třeni.
Třeň je nepravidelně válcovitý, poměrně dlouhý (až 15 cm), jen 1–3 cm široký, bělavě nažloutlé až světle žlutohnědé barvy. Na povrchu třeně bývá kruhovitě jemně bělavě plstnatý. Třeň je dutý, dutina je vyplněna řídkým bílým vatovitým pletivem. V mládí bývá třeň dosti krátký, klobouk jen o málo přesahující, postupně se však významně prodlužuje.
Dužnina je v celé plodnici dosti tenká (jen několik milimetrů), světle šedožlutá, křehká. Vyznačuje se příjemnou vůní i chutí.

### Mikroskopický
Výtrusy jsou uloženy ve vřecku pouze po dvou a vyznačují se obrovskými rozměry, 50–90 × 15–22 µm.. Jsou elipsoidního tvaru. Výtrusný prach má okrovou barvu.

## Výskyt
Vyskytuje se v březnu a dubnu, nepříliš hojně, a to v listnatých hájích, lužních lesích, křovištích a zarostlých sadech, zejména pod olšemi, topoly, vrbami, jasany a růžovitými dřevinami – především pod třešněmi a trnkami. Preferuje spíše zásadité podloží. Vyrůstá obvykle ve skupinách, někdy velmi početných, a to obvykle v místech s vrstvami spadaného listí apod.

### Rozšíření
Vyskytuje se v Eurasii i Severní Americe.

## Použití
Kačenka česká je vynikající jedlý druh, bývá uváděn mezi nejchutnějšími houbami. Je široce kuchyňsky využitelná, lze ji sušit. Některé osoby mohou být na tento druh alergické, podobně jako je tomu u některých jiných hub, což se projevuje zažívacími obtížemi; těmto osobám se pak konzumace kačenky nedoporučuje.

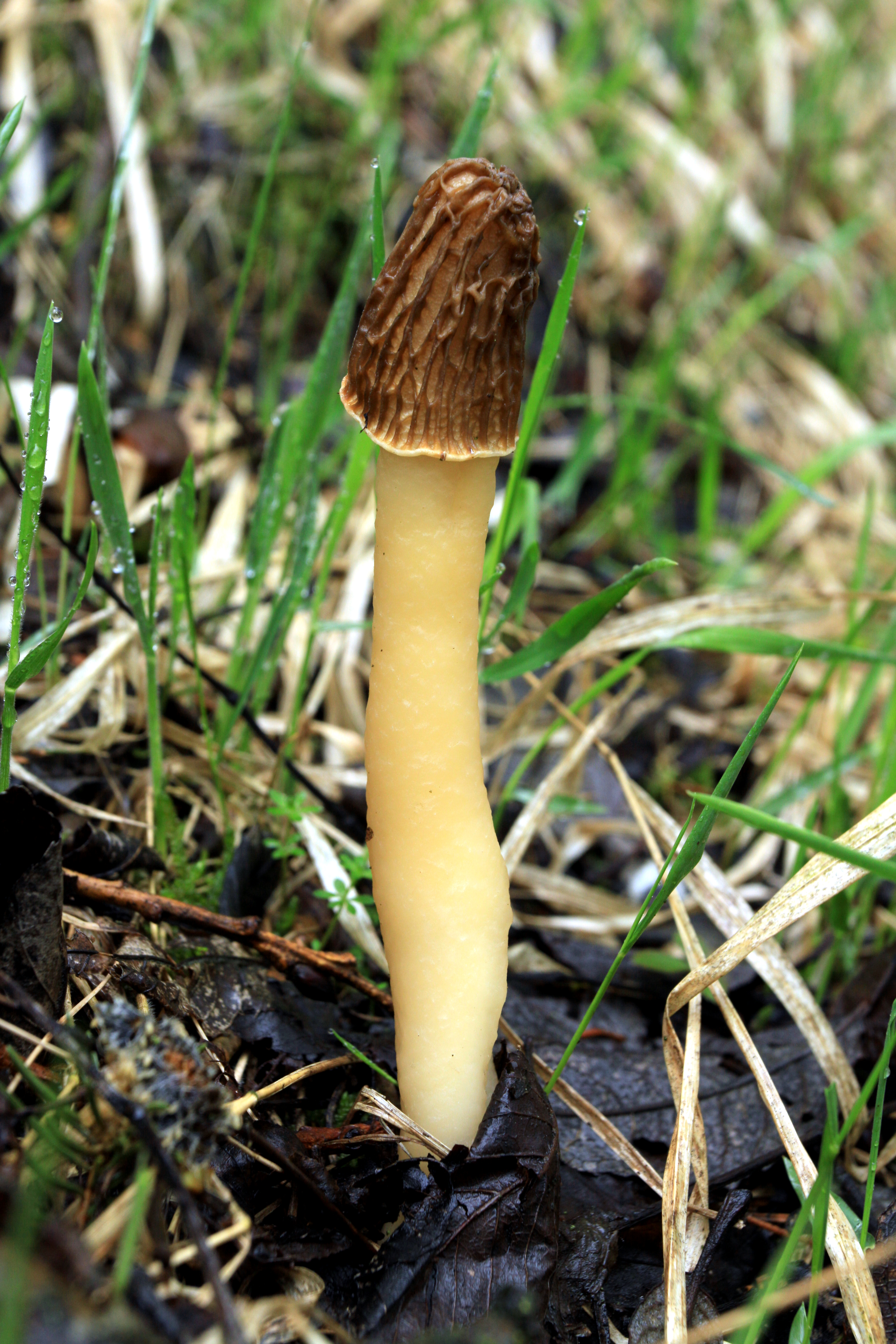
Kačenka česká, starší plodnice, rostoucí na lokalitě přírodní památky Štola Jarnice

## Podobné druhy
- Kačenka náprstkovitá (Verpa conica) je dosti podobný příbuzný druh, rostoucí rovněž na jaře na podobných místech, je však vzácnější. Liší se zejména téměř hladkým, jen mírně zvrásněným, nikoli žebrovaným, povrchem klobouku. Jde také o jedlou houbu.[15]
- Podobné jsou i příbuzné, také jedlé, smrže (Morchella), zejména smrž polovolný (Morchella semilibera), který vykazuje značné tvarové shody. Odlišuje se ale třeněm přirostlým ke klobouku nikoli až ve špičce klobouku, ale asi v polovině jeho výšky.[15] Rozdílný je také tmavším zbarvením a ostřejšími a rovnějšími žebry na klobouku. Ostatní druhy smržů pak mají třeň přirůstající ke spodnímu okraji klobouku a rozdílné jsou i tvarově.